# Stütings Mühle

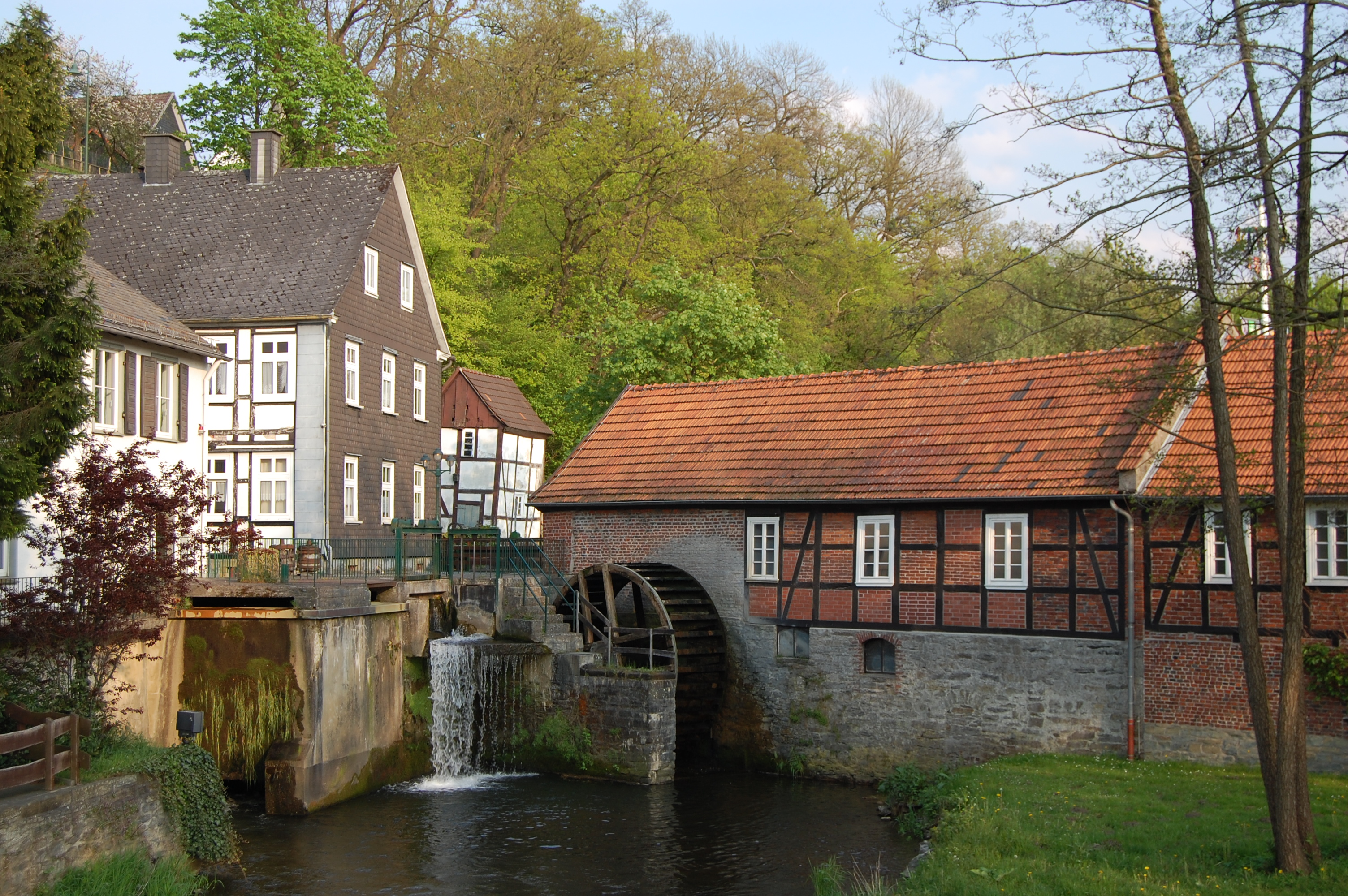
Stütings Mühle

Stütings Mühle ist eine Korn- und Sägemühle in der Ortschaft Belecke im sauerländischen Warstein, Nordrhein-Westfalen.
Die Mühle wurde von 1307 bis 1963 als solche genutzt. Ab 1813 ist dort die Familie Stüting tätig, woher die Mühle auch ihren Namen hat. Im Jahr 1994 wurde die Turbine überholt, die bis 1963 ihre Energie aus der Wasserkraft der Wester bezogen hatte. Sie erzeugt 130.000 Kilowattstunden Energie pro Jahr. Im Nachbargebäude, einer ehemaligen Fruchtscheune, ist heute die Ortsbücherei Belecke untergebracht.